# Gail Halvorsen
Gail Seymour Halvorsen (Salt Lake City, Utah; 10 de octubre de 1920-Provo, Utah; 16 de febrero de 2022) fue un oficial superior y piloto de mando de la Fuerza Aérea de los Estados Unidos. Es más conocido como el "Berlin Candy Bomber " o "Uncle Wiggly Wings" y ganó fama por arrojar dulces a los niños alemanes durante el puente aéreo de Berlín (1948-1949).
Halvorsen creció en la zona rural de Utah y siempre tuvo el deseo de volar. Obtuvo su licencia de piloto privado en 1941 y luego se unió a la Patrulla Aérea Civil. Se alistó en las Fuerzas Aéreas del Ejército de Estados Unidos en 1942 y fue destinado a Alemania el 10 de julio de 1948, para ser piloto del puente aéreo de Berlín. Halvorsen pilotó C-47 y C-54 durante el puente aéreo de Berlín ("Operación Vittles"). Durante ese tiempo, fundó la "Operación Pequeñas Víboras", un esfuerzo por elevar la moral en Berlín lanzando caramelos en miniatura en paracaídas a los residentes de la ciudad. Halvorsen comenzó la "Little Vittles" sin autorización de sus superiores, pero durante el año siguiente se convirtió en un héroe nacional con apoyo de todo Estados Unidos. La operación de Halvorsen arrojó más de 23 toneladas de caramelos a los residentes de Berlín. Llegó a ser conocido como el "bombardero de caramelos de Berlín", el "tío Wiggly Wings" y el "aviador del chocolate".
Halvorsen recibió numerosos premios por su papel en la "Operación Little Vittles", incluida la Medalla de Oro del Congreso. Sin embargo, "Little Vittles" no fue el final de la carrera militar y humanitaria de Halvorsen. Durante los 25 años siguientes, Halvorsen defendió y realizó lanzamientos de caramelos en Bosnia-Herzegovina, Albania, Japón, Guam e Irak. La carrera profesional de Halvorsen incluyó varios cargos notables. Ayudó a desarrollar naves espaciales tripuladas reutilizables en la Dirección de Espacio y Tecnología y fue comandante del aeropuerto de Berlín-Tempelhof. Se jubiló en agosto de 1974 tras haber realizado más de 8.000 horas de vuelo. Desde 1976 hasta 1986, Halvorsen fue vicedecano de vida estudiantil en la Universidad Brigham Young.

## Primeros años
Gail Seymour Halvorsen nació en Salt Lake City el 10 de octubre de 1920, hijo de Basil K. y Luella Spencer Halvorsen. Creció en pequeñas granjas primero en Rigby, Idaho, y luego en Garland, Utah. Se graduó en el Bear River High School en 1939 y luego asistió brevemente a la Universidad Estatal de Utah. Obtuvo su licencia de piloto privado en el marco del Programa de entrenamiento para pilotos civiles (CPTP) no universitarios en septiembre de 1941, y casi al mismo tiempo se unió a la Patrulla Aérea Civil como piloto. Halvorsen se alistó en las Fuerzas Aéreas del Ejército de los Estados Unidos en mayo de 1942 y tenía 22 años cuando llegó a Miami, Oklahoma, para entrenarse con otros 25 cadetes de la Aviación de la USAAF, y 77 cadetes de la Real Fuerza Aérea, en el Curso 19, en la Escuela de Entrenamiento de Vuelo Británica nº 3, operada por la Escuela Espartana de Aeronáutica. Tras completar la formación de piloto, regresó a las Fuerzas Aéreas del Ejército y se le asignaron tareas de vuelo en operaciones de transporte en el extranjero en el Teatro del Atlántico Sur. Se le ordenó ir a Alemania el 10 de julio de 1948, para ser piloto de la "Operación Vittles", ahora conocida como el puente aéreo de Berlín.

## Operación "Little Vittles"

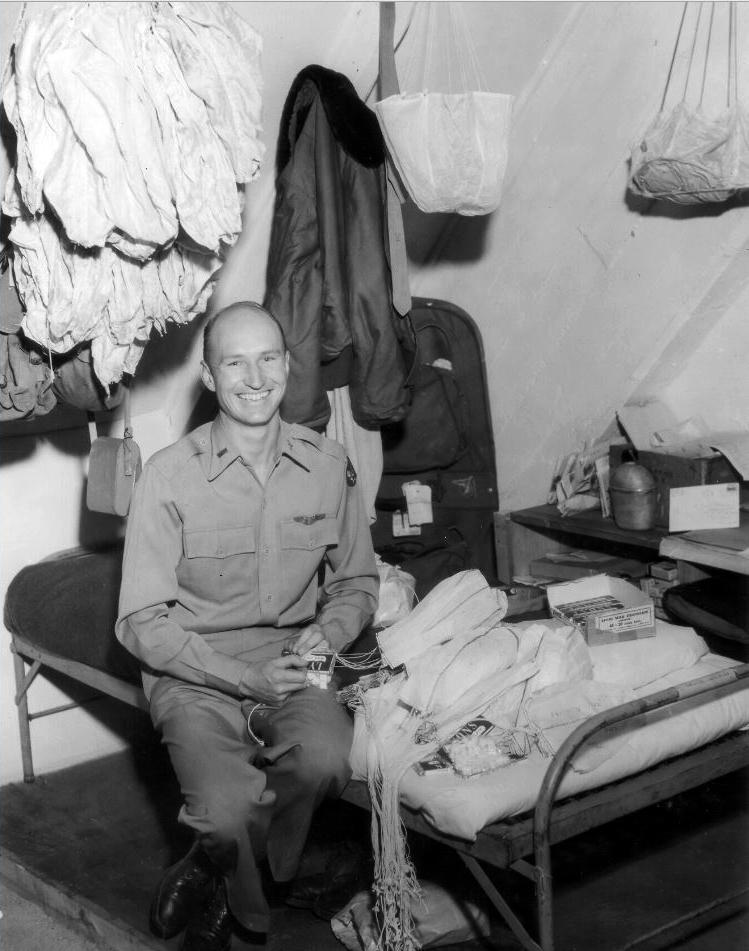
Halvorsen fue pionero en la idea de lanzar barras de caramelo y chicles con paracaídas en miniatura hechos a mano, lo que más tarde se conoció como "Operación Little Vittles"

El papel del teniente Halvorsen en el puente aéreo de Berlín consistió en pilotar uno de los muchos aviones de carga C-54 utilizados para transportar suministros a la hambrienta ciudad. Durante sus vuelos, primero volaba a Berlín y luego se adentraba en las zonas controladas por los soviéticos. A Halvorsen le interesaba la fotografía y, en sus días libres, solía hacer turismo por Berlín y filmar con su cámara de cine personal. Un día de julio, estaba filmando aviones que despegaban y aterrizaban en Tempelhof, el principal lugar de aterrizaje del puente aéreo. Allí vio a una treintena de niños alineados detrás de una de las vallas de alambre de espino. Fue a su encuentro y se dio cuenta de que los niños no tenían nada. Halvorsen recuerda: "Me encontré con una treintena de niños en la valla de alambre de espino que protegía la enorme zona de Tempelhof. Estaban entusiasmados y me dijeron que 'cuando el tiempo sea tan malo que no se pueda aterrizar, no te preocupes por nosotros. Podemos arreglárnoslas con un poco de comida, pero si perdemos nuestra libertad, puede que nunca la recuperemos". Conmovido, Halvorsen metió la mano en el bolsillo y sacó dos chicles para dárselos a los niños. Los niños los rompieron en trocitos y los compartieron; los que no recibieron ninguno olieron los envoltorios. Al ver a los niños, muchos de los cuales no tenían absolutamente nada, Halvorsen lamentó no tener más para darles. Halvorsen dejó constancia de que quería hacer más por los niños, por lo que les dijo que al día siguiente tendría suficientes chicles para todos ellos, y que los lanzaría desde su avión. Según Halvorsen, uno de los niños preguntó: "¿Cómo sabremos que es tu avión?", a lo que Halvorsen respondió que movería las alas, algo que había hecho para sus padres cuando obtuvo por primera vez su licencia de piloto en 1941.
Esa noche, Halvorsen, su copiloto y su ingeniero pusieron en común sus raciones de caramelos para el lanzamiento del día siguiente. Los caramelos acumulados eran pesados, así que para asegurarse de que ningún niño resultara herido por la caída del paquete, Halvorsen hizo tres paracaídas con pañuelos y los ató a las raciones. Por la mañana, cuando Halvorsen y su tripulación hacían las entregas regulares de suministros, también dejaban caer tres cajas de caramelos atadas a pañuelos. Hicieron estas entregas una vez a la semana durante tres semanas. Cada semana, el grupo de niños que esperaba en la valla del aeropuerto de Tempelhof aumentaba considerablemente.
Cuando llegó la noticia al comandante del puente aéreo, el teniente general William H. Tunner, ordenó que se ampliara a la operación "Pequeñas Víboras", llamada así como un juego de palabras con el nombre del puente aéreo, Operación Víboras. La operación "Little Vittles" comenzó oficialmente el 22 de septiembre de 1948. El apoyo a este esfuerzo para proporcionar a los niños de Berlín chocolate y chicle creció rápidamente, primero entre los amigos de Halvorsen, y luego a todo el escuadrón. A medida que las noticias de la operación "Little Vittles" llegaban a los Estados Unidos, niños y fabricantes de caramelos de todo el país comenzaron a contribuir con dulces. En noviembre de 1948, Halvorsen ya no podía seguir el ritmo de la cantidad de dulces y pañuelos que se enviaban desde toda América. La estudiante universitaria Mary C. Connors, de Chicopee, Massachusetts, se ofreció a hacerse cargo del proyecto, ahora nacional, y trabajó con la National Confectioner's Association para preparar los dulces y atar los pañuelos. Con la oleada de apoyo, los pilotos de Little Vittles, de los que Halvorsen era ahora uno de los muchos, lanzaban caramelos cada dos días. Los niños de todo Berlín tenían caramelos, y cada vez se enviaban más obras de arte con amables cartas adjuntas. Los bombarderos de caramelos estadounidenses pasaron a ser conocidos como los Rosinenbomber (bombarderos de pasas), mientras que el propio Halvorsen pasó a ser conocido por los niños de Berlín con muchos apodos, incluido su apodo original de "Tío Wiggly Wings", así como "El tío de chocolate", "El chico de los chicles" y "El aviador de chocolate".
La operación "Little Vittles" estuvo en vigor desde el 22 de septiembre de 1948 hasta el 13 de mayo de 1949. Aunque el teniente Halvorsen regresó a casa en enero de 1949, cedió el liderazgo de la operación a uno de sus amigos, el capitán Lawrence Caskey. A su regreso a casa, Halvorsen se reunió con varias personas que fueron clave para que la operación "Little Vittles" fuera un éxito. Halvorsen agradeció personalmente a su mayor colaboradora, Dorothy Groeger, una mujer confinada en casa que, sin embargo, consiguió la ayuda de todos sus amigos y conocidos para coser pañuelos y donar fondos. También conoció a los escolares y al comité "Little Vittles" de Chicopee, Massachusetts, que se encargaron de preparar más de 18 toneladas de caramelos y chicles de todo el país y enviarlos a Alemania. En total, se calcula que la operación "Little Vittles" fue responsable de lanzar más de 23 toneladas de caramelos desde más de 250.000 paracaídas.

## Carrera profesional
Tras regresar a casa en enero de 1949, Halvorsen consideró la idea de abandonar las Fuerzas Aéreas. Sin embargo, cambió de opinión cuando le ofrecieron una comisión permanente con sueldo completo y la promesa de que las Fuerzas Aéreas le enviarían a la escuela. En 1951 y 1952 obtuvo una licenciatura y un máster en Ingeniería Aeronáutica en la Universidad de Florida, como asignación del Instituto de Tecnología de las Fuerzas Aéreas. Pasó a ser ingeniero de proyectos para la investigación y el desarrollo de aviones de carga en el Centro de Desarrollo Aéreo de Wright, en la Base de la Fuerza Aérea Wright-Patterson y en la Base de la Fuerza Aérea Hill, de 1952 a 1957. Halvorsen fue reasignado en 1957 a la Escuela de Mando y Estado Mayor del Aire en la Base Aérea de Maxwell, Alabama. Estuvo allí hasta 1958, cuando fue asignado a la División de Sistemas Espaciales de la Fuerza Aérea del Mando de Sistemas de la Fuerza Aérea en Inglewood, California. En este puesto, Halvorsen investigó y desarrolló varios proyectos espaciales. El más notable de ellos fue el programa de vehículos de lanzamiento Titan III, del que presidió la selección de fuentes. Halvorsen formaría parte del Mando de Sistemas de la Fuerza Aérea durante los cuatro años siguientes.
De 1962 a 1965, Halvorsen sirvió en Wiesbaden, Alemania Occidental, en la división de Tecnología Exterior del Mando de Sistemas de las Fuerzas Aéreas. A continuación, fue asignado al Jefe de Estado Mayor Adjunto de Investigación y Desarrollo, en el cuartel general de la USAF, en el Pentágono, y en la Dirección de Espacio y Tecnología. Desarrolló planes para la nave espacial reutilizable avanzada, la política y los procedimientos espaciales, y en el Manned Orbital Laboratory. A continuación, recibió el mando del 6596.º Escuadrón de Instrumentación de la Instalación de Control de Satélites del Mando de Sistemas de las Fuerzas Armadas, en la Base Aérea de Vandenberg (California), que participaba tanto en el lanzamiento de satélites como en las operaciones en órbita.
A continuación, Halvorsen se convirtió en comandante del 7350.º Grupo de Base Aérea en el Aeropuerto Central de Tempelhof, Berlín, Alemania, en febrero de 1970. Era el mismo aeródromo al que volaba diariamente durante el puente aéreo de Berlín. Durante este período, también sirvió como representante de las Fuerzas Aéreas de EE. UU. para Europa en Berlín, además de completar un máster en Orientación y Asesoramiento de la Universidad Estatal de Wayne a través de un programa educativo en la base. Su último destino fue el de inspector general del Centro de Material Aéreo de Ogden, Hill AFB, Utah.
Halvorsen se retiró el 31 de agosto de 1974, habiendo acumulado más de 8.000 horas de vuelo y 31 años de servicio militar.

## Trabajo humanitario

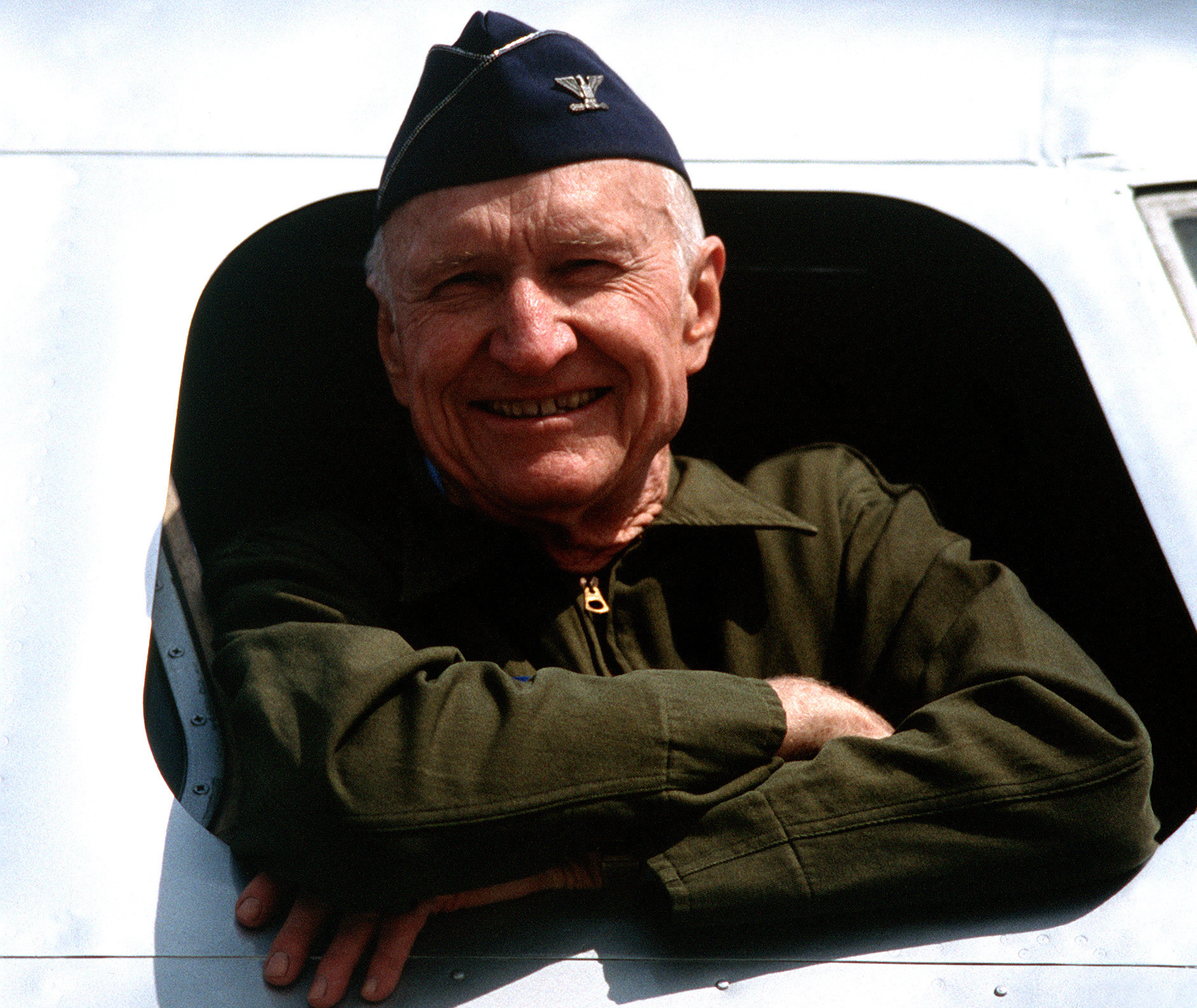
Gail Halvorsen en el 40 aniversario del Bloqueo de Berlín

Durante su carrera y durante varios años después de su jubilación, Halvorsen representó voluntariamente a las Fuerzas Aéreas estadounidenses y a los Estados Unidos de América. Ayudó a recrear uno de sus famosos lanzamientos de caramelos en conmemoración del 20.º aniversario del puente aéreo de Berlín. El acto se celebró en el Aeropuerto Central de Tempelhof con la asistencia de más de 40.000 personas. En septiembre de 1989 se celebró otro acto para conmemorar el 40.º aniversario del puente aéreo. Halvorsen volvió a participar, esta vez con un equipo de televisión de Good Morning America, y lanzó caramelos a los niños de Berlín, incluidos algunos de los nietos de aquellos a los que había dado chocolate originalmente. En 1993 y 1994 se realizaron otras representaciones. En 1998, formó parte de la tripulación de vuelo regular del C-54 "Spirit of Freedom" de la Fundación Histórica del Puente Aéreo de Berlín y participó en una gira europea de 71 días. La gira incluyó dos cruces del Océano Atlántico en el avión, que entonces tenía 53 años. Durante la gira, él y otros veteranos del puente aéreo (también miembros de la tripulación) participaron en ceremonias en Alemania, Francia y el Reino Unido para conmemorar el 50.º aniversario del puente aéreo. Halvorsen también realizó múltiples entregas de caramelos por todo Estados Unidos.
Halvorsen no quería limitarse a recrear el lanzamiento de caramelos en países que ya no estaban en guerra. En años posteriores, abogó por el uso de lanzamientos de caramelos para levantar el ánimo y promover la buena voluntad en otras naciones. En 1994 convenció a las fuerzas aéreas para que le permitieran lanzar cientos de barras de caramelo sobre Bosnia-Herzegovina como parte de la operación "Provide Promise". Halvorsen planeó y ejecutó otro lanzamiento mayor sobre Kosovo en 1999. Se han realizado más lanzamientos de caramelos en Japón, Guam, Albania y en todo Estados Unidos. En 2003 y 2004, Halvorsen abogó por una serie similar de lanzamientos de caramelos sobre Bagdad como misión humanitaria para ser un "rayo de esperanza, un símbolo de que alguien en Estados Unidos se preocupa". Desde entonces, el ejército de Estados Unidos ha emulado algunas de sus acciones en Irak lanzando juguetes, osos de peluche y balones de fútbol a los niños iraquíes.

## Premios

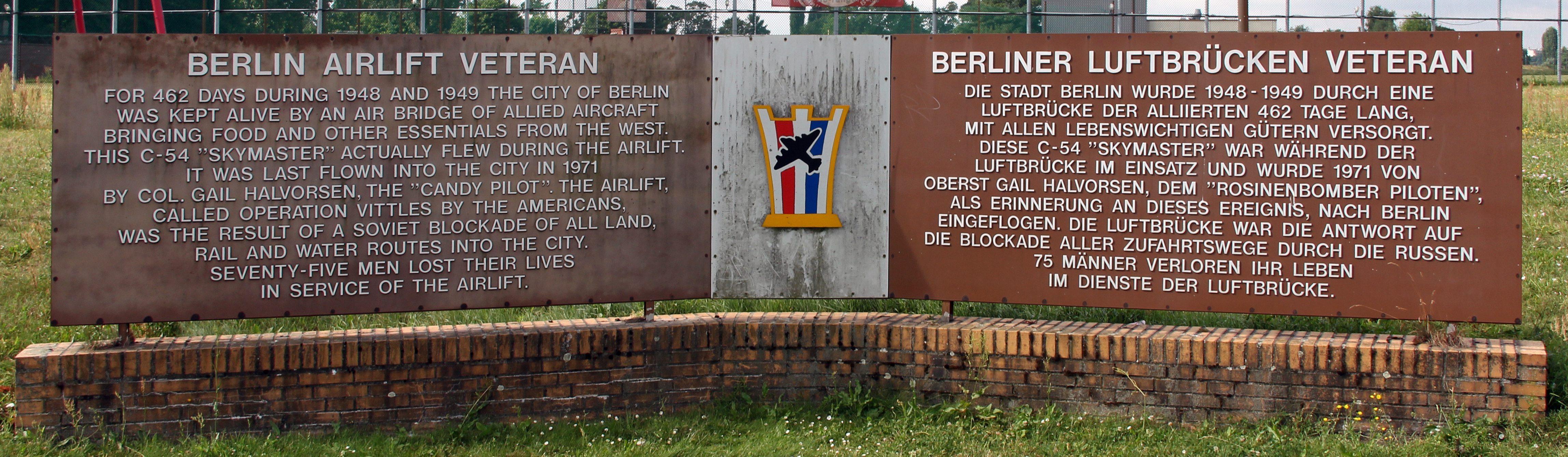
Placa conmemorativa del puente aéreo de Berlín, Columbiadamm 108, Berlín-Tempelhof, Alemania

En 1949 Halvorsen recibió el Premio Cheney, otorgado por las Fuerzas Aéreas para reconocer la acción humanitaria, de manos del General Hoyt S. Vandenberg por el inicio de la Operación "Little Vittles". Otros galardones destacados son la Legión del Mérito, el Premio Ira Baker "Fellow" del Jefe del Estado Mayor de la USAF, el General John Dale Ryan; el Premio "Americanismo" de la Asociación de Sargentos de las Fuerzas Aéreas (algunos de los anteriores galardonados fueron Bob Hope y el presidente George Bush); el Premio a la Libertad de la Ciudad de Provo, Utah; el Premio Humanitario Distinguido del Instituto de Relaciones Alemanas; el Eric Warburg Preis, 1998; y el Premio Patriota del ROTC de la Universidad Brigham Young. En 2014, Halvorsen recibió la Medalla de Oro del Congreso, el mayor galardón que el Congreso puede conceder a un civil. En mayo de 2001 fue incluido en el Salón de la Fama del Transporte Aéreo/Tanque y en el Salón de la Fama de la Aviación de Utah. Las Fuerzas Aéreas de los Estados Unidos han contribuido a cimentar el legado del coronel Halvorsen al nombrar en su honor su vehículo de carga de aeronaves de próxima generación, con una capacidad de 25.000 libras. Las Fuerzas Aéreas también han creado el Premio Coronel Gail Halvorsen para el apoyo al transporte aéreo más destacado en la carrera de preparación logística. En 2008, Halvorsen fue honrado como Gran Mariscal del Desfile Germano-Americano Steuben en la ciudad de Nueva York, donde fue celebrado por decenas de miles de espectadores en la Quinta Avenida.
Las acciones de Halvorsen durante el puente aéreo de Berlín tuvieron un impacto sustancial en las relaciones germano-americanas en los años siguientes. Por sus esfuerzos, también ha sido ampliamente honrado por el pueblo alemán. En 1974 fue condecorado con la Großes Bundesverdienstkreuz (Gran Cruz de la Orden del Mérito de la República Federal de Alemania), la más alta distinción de Alemania. En 2015 recibió la medalla General Lucius D. Clay de la Federación de Clubes Germano-Americanos. Esta medalla es el más alto honor que se concede a una persona que haya contribuido significativamente al desarrollo de las relaciones germano-americanas. Además, ha hecho que numerosas escuelas alemanas lleven su nombre, incluyendo una escuela secundaria en Berlín y la escuela primaria Gail S. Halvorsen en la base aérea de Rhein-Main, en Frankfurt, Alemania. A lo largo de los años ha aparecido muchas veces en la televisión alemana, a menudo en compañía de algunos de los niños (ahora adultos) que recibieron sus paracaídas de caramelo. El 8 de febrero de 2002, con motivo de los Juegos Olímpicos de Invierno de 2002 en Salt Lake City, llevó la pancarta nacional alemana al estadio Rice-Eccles. También ha aparecido ampliamente en la televisión y el cine estadounidenses. En 1992, el entonces estudiante de la Universidad Brigham Young, Michael Van Wagenen, produjo una obra de 7 minutos titulada "The Candy Bomber", que posteriormente se convirtió en un largometraje. En 2012, la historia de Halvorsen se convirtió en el tema del concierto de Navidad del Mormon Tabernacle Choir, titulado Christmas from Heaven y narrado por Tom Brokaw.

## Vida personal y fallecimiento
El trabajo del coronel Halvorsen en la operación "Little Vittles" no solo le valió el reconocimiento internacional, sino que "le valió dos propuestas", según un periódico estadounidense. Rechazó ambas, con la esperanza de que la chica que dejó en su casa de Garland, Utah, siguiera sintiendo algo por él. Halvorsen había conocido a Alta Jolley en 1942 en el Utah State Agricultural College. Después de que Halvorsen partiera a Alemania, la pareja continuó su noviazgo por correo. Gail Halvorsen y Alta Jolley se casaron en Las Vegas, Nevada, el 16 de abril de 1949. Los Halvorsen tuvieron cinco hijos, todos los cuales se criaron en diversas partes de Estados Unidos y Alemania mientras Halvorsen cumplía sus misiones militares. Tras la jubilación del coronel Halvorsen en 1974, la pareja se trasladó a Provo, Utah. Desde 1976 hasta 1986, Halvorsen fue vicedecano de vida estudiantil en la Universidad Brigham Young. Alta y Halvorsen fueron activos en La Iglesia de Jesucristo de los Santos de los Últimos Días. Sirvieron como misioneros de la Iglesia de Jesucristo de los Santos de los Últimos Días de 1986 a 1987 en Londres, Reino Unido, y de nuevo de 1995 a 1997 en San Petersburgo, Rusia. Alta murió el 25 de enero de 1999, momento en el que la pareja tenía 24 nietos. Cinco años después, Halvorsen se casó de nuevo, esta vez con su novia del instituto, Lorraine Pace. La pareja residía en Spanish Fork, Utah, en su granja, y pasaba los inviernos en Arizona. En enero de 2021, se informó de que se había recuperado del COVID-19, que había contraído aproximadamente un mes antes.
Halvorsen falleció de insuficiencia respiratoria en Provo el 16 de febrero de 2022, a la edad de 101 años.

## Legado
El trabajo de Halvorsen con la operación "Little Vittles" tuvo un profundo impacto en vidas tanto en Estados Unidos como en todo el mundo. Tras su jubilación oficial en 1974, Halvorsen continuó sirviendo a la comunidad local, nacional e internacional de diversas maneras.
Tras la muerte de Halvorsen en 2022, la alcaldesa de Berlín, Franziska Giffey, declaró: "El acto profundamente humano de Halvorsen nunca ha sido olvidado".